# 4월 이야기
《4월 이야기》(四月物語 시가쓰모노가타리[*])는 1998년에 개봉한 일본의 영화이다. 이와이 슌지 감독의 작품으로 배우 마츠 다카코의 첫 주연 영화이다. 마츠 다카코가 연기한 주인공 '우즈키'가 도쿄의 대학에 입학하면서 시작되는 그녀의 적응기를 그린 1시간 분량의 작품이다.

## 줄거리
벚꽃과 신학기의 계절인 4월. 홋카이도에서 도쿄로 상경한 우즈키는 '사립 무사시노 대학'에 입학하고 혼자서 익숙치 않은 타지 생활을 시작한다. 어른스럽지만 수줍음 많은 우즈키는 별난 성격의 친구들이나 무뚝뚝한 아파트 이웃 등 개성 강한 사람들과 만나게 된다. 그러나 동기들이 대학에 입학한 이유를 물으면 대답을 피했다.
사에코라는 동기가 그녀에게 관심을 보여 어울려 다니게 되고, 사에코의 제안으로 낚시 동아리에 입부한다. 동아리 부장이 우즈키에게 관심을 보이지만 우즈키는 마음에 둔 다른 상대가 있었다.
우즈키는 쉬는날 도쿄 이곳저곳을 돌아다니면서 '무사시노도'라는 작은 서점을 계속 찾아간다. 그리고 어느 남자 직원과 만난다. 그 남자는 바로 우즈키가 고등학교 시절 짝사랑했던 야마자키 선배였다. 선배가 도쿄에 있는 대학으로 떠나버리자 상심했던 우즈키는 이후 선배를 만나기 위해 노력해서 선배가 다니는 무사시노 대학에 입학했던 것이다.
몇 번의 방문 끝에 야마자키 선배가 우즈키를 알아본다. 둘은 재회를 기뻐하며 다시 만날 것을 약속한다. 마침 비가 쏟아졌기에 선배는 우산을 빌려주려 했지만 우즈키는 거절하고 그냥 갔는데, 빗줄기가 거세지자 도리어 어떤 교수의 호의로 우산을 받게 되고 결국 선배에게 돌아와 우산을 받아간다. 교수에게 우산을 돌려주면서 우즈키는 희망찬 미래를 고대한다.

## 등장인물
- 니레노 우즈키 - 마츠 다카코
- 야마자키 선배 - 다나베 세이치
- 기타오 데루코 - 후지이 가오리
- 사노 사에코 - 루미
- 화랑의 신사·카토 - 가토 가즈히코
- 샐러리맨풍 남자 - 미쓰이시 겐
- 아버지 - 마쓰모토 고시로
- 어머니 - 후지마 노리코
- 오빠 - 이치카와 소메고로
- 언니 - 마츠모토 키오
- 쇼지 - 시오미 산세이
- 후카츠 - 츠다 칸지
- 우즈키의 후배 - 츠구미
- 키스 커플녀 ㅡ 아오이 소라

### 극중극 '살아있던 노부나가' 등장인물
영화 안에서 우즈키가 극장에서 감상하는 극중극 《살아있던 노부나가》의 등장인물이다.
- 오다 노부나가 - 에구치 요스케
- 아케치 미쓰히데 - 이시이 타츠야
- 사이토 도시미쓰 - 이부 마사토

## 발매
1999년 3월 17일에 DVD, 2012년 9월 5일에 블루레이 디스크가 발매되었다.

## 한국판 성우진(MBC)
- 박선영 - 니레노 우츠키(마츠 다카코)
- 표영재 - 야마자키 선배(다나베 세이치)
- 김서영 - 사노 사에코(루미)
- 이도련 - 우츠키의 아버지(마츠모토 하쿠오)
- 기경옥 - 우츠키의 엄마(후지마 노리코)
- 김호성 - 이삿짐 직원(쓰네카즈 우메다)
- 윤성혜 - 테루코(카오리 후지이)
- 이상범 - 학생(다테야마 유키)
- 최한 - 쇼지(시오미 산세이)
- 이원찬 - 하루키(카츠나리 민노)
- 방성준 - 학생(야자와 하루키)
- 정재헌 - 지비키(지비키 고)
- 문남숙 - 우츠키의 동생(마츠모토 키오)
- 조현정 - 유미코(기쿠타 유미코)
- 박신희 - 학생(타쿄 케이)

## 수상
1998년
- 제3회 부산국제영화제 - PSB 관객상[1]